# Sportsnack Sverige
Sportsnack Sverige är en kommersiell radiostation i Sverige med inriktning på sport. Stationen drivs av Bauer Media och har en musikprofil som blandar rock och pop. Programledare vid starten var bland annat Pelle Bäckman, Daniel Kristiansson, Michael Einhorn, Micke Lejonryde och Tobias Dahlberg. I början av augusti 2025 blev även Lotta Bromé programledare i kanalen.
Stationen ersatte 7 maj 2025 radiokanalen Feel Good Hits och dess frekvens 104,7 MHz i Stockholm. Utöver det sänder kanalen även på DAB+ i Stockholm, Göteborg och Malmö.